# Cuencas costeras entre el río Los Choros y el río Elqui
Las cuencas costeras entre el río Los Choros y el río Elqui son varias cuencas contiguas exorreicas costeras de régimen pluvial ubicadas en la Región de Coquimbo con un área total de 44.079,181 hectáreas y que la Dirección General de Aguas reúne en el ítem 042 del inventario BNA de cuencas de Chile.

## Límites y relieve

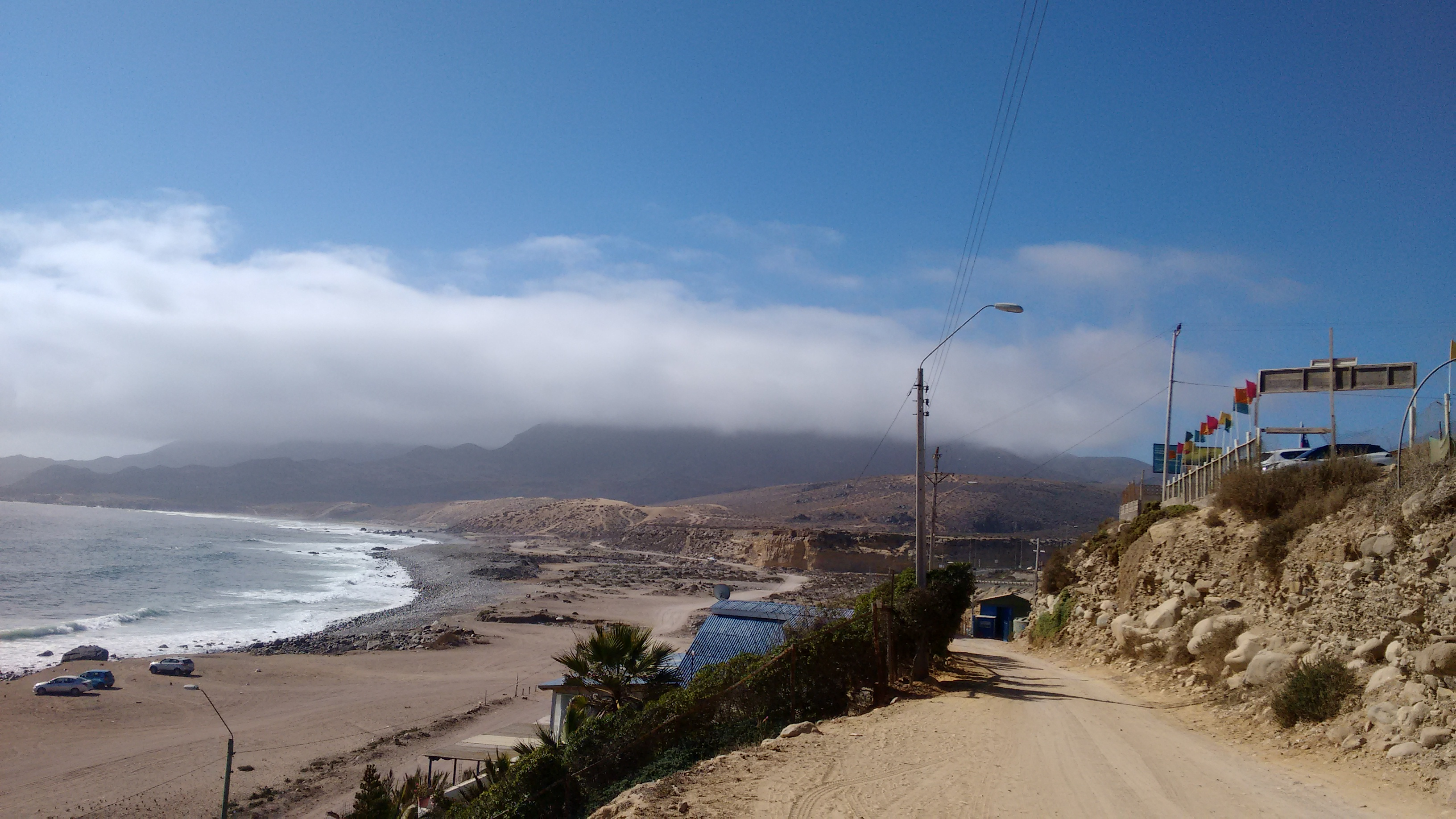
Caleta Los Hornos, donde desemboca la quebrada Hornda.

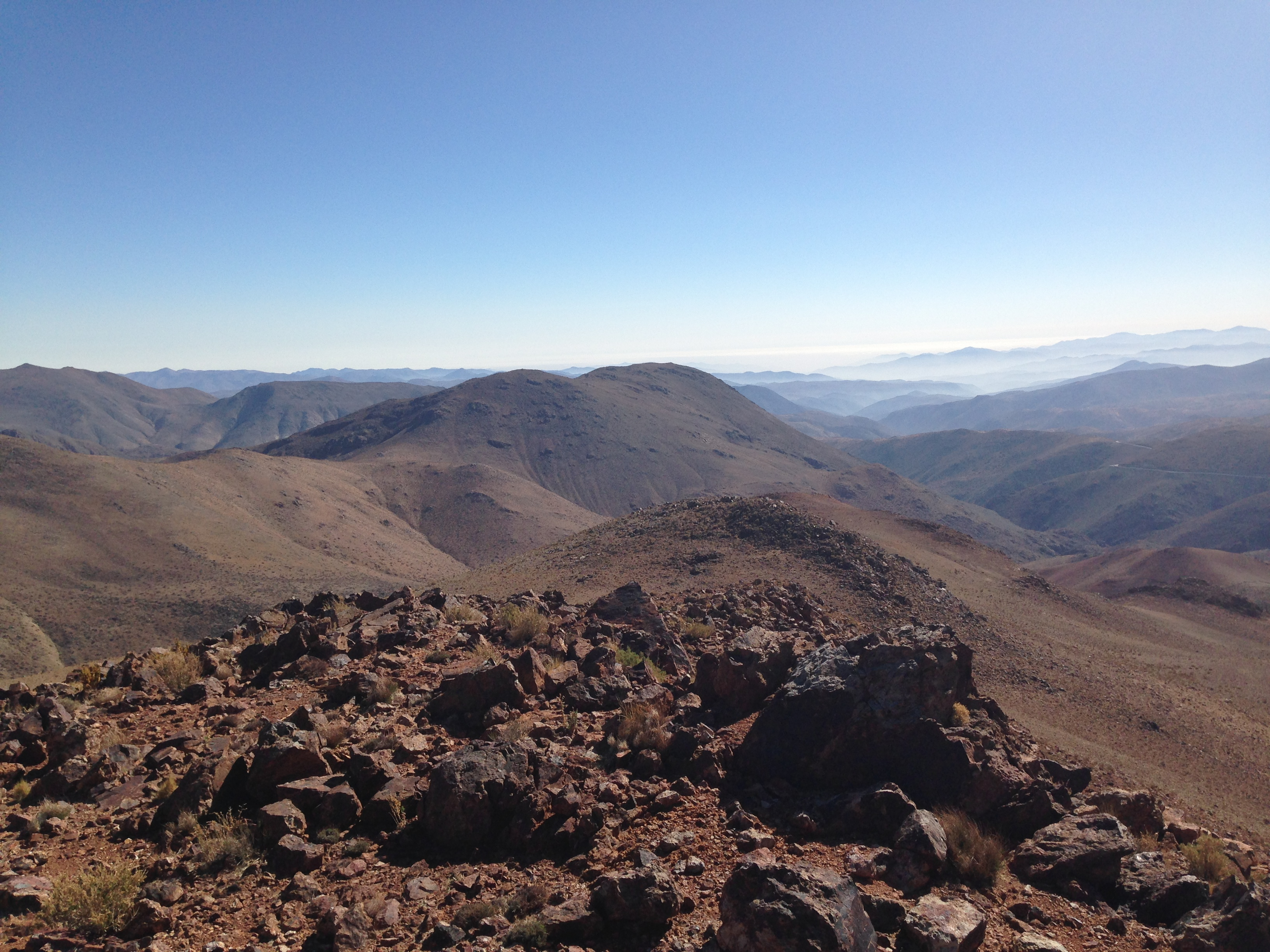
La zona de La Higuera.

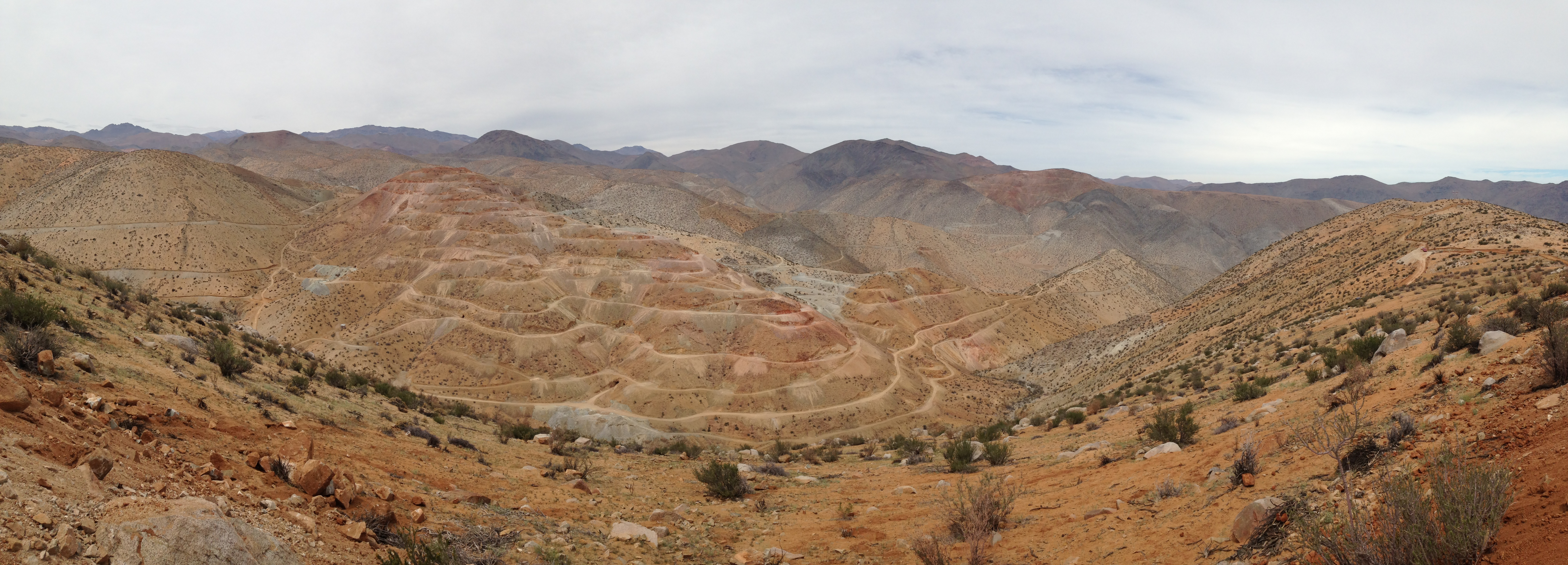
La zona de La Higuera.

Estas cuencas limitan al norte y al este con la cuenca del río Los Choros y al sur con la cuenca del río Elqui.

## Población
El sistema de información y monitoreo de biodiversidad del Ministerio del Medio Ambiente de Chile señala la siguiente distribución de la superficie de la cuenca entre las comunas (el porcentaje es de la cuenca):
| Región   | Provincia | Comuna     | Hectáreas  | Porcentaje |
| -------- | --------- | ---------- | ---------- | ---------- |
| Coquimbo |           |            | 43.494,267 | 98,673%    |
|          | Elqui     |            | 43.494,267 | 98,673%    |
|          |           | La Serena  | 627,048    | 1,423%     |
|          |           | La Higuera | 42.867,219 | 97,25%     |

Cabe señalar que al parecer hay el área sumada de las comunas o provincias es diferente al área del ítem proporcionada por el Ministerio del Medio Ambiente. Esto puede deberse a que el área de las comunas o provincias no incluye el área cubierta por el mar (canales, fiordos, bahías, etc).
La caleta Los Hornos es el único poblado dentro del pequeño ítem, sin embargo muy cercanos están La Serena y La Higuera (Chile).

## Subdivisiones
La Dirección General de Aguas subdivide o reúne las cuencas de Chile acorde a las necesidades de estudio y gestión. Existen dos inventarios que han logrado ser aceptados como principales, el inventario de cuencas del Banco Nacional de Aguas (BNA) de 1978, de mayor uso, y el inventario de cuencas del Departamento de Administración de Recursos Hídricos (DARH) de 2014 de mejor cartografía que ha obligado a redefinir algunos límites, a veces con cambios mayores, pero también por algunas redefiniciones del concepto de subcuenca.
Bajo el BNA el código del ítem es 042 y con el DARH es 0402. La partición de DARH incluye en su ítem 0402 a la Quebrada Las Barrancas o quebrada Chacay, que en el inventario BNA pertenece al ítem del río Elqui.
La subdivisión del BNA es como sigue:
| Cuenca                                               | Subcuenca | Subsubcuenca | Aguas                                                                     | Área drenaje km² | Observaciones |
| ---------------------------------------------------- | --------- | ------------ | ------------------------------------------------------------------------- | ---------------- | ------------- |
| Costeras entre Río Los Choros y Río Elqui 042 (mapa) |           |              |                                                                           |                  |               |
| 042                                                  | 0420      | 04200        | Costeras entre Río Los Choros y Río Elqui (ver Quebrada Honda (Coquimbo)) | 441              |               |
| total:                                               | 1         | 1            | Región: IV (100%) / Tipo: Exorreica / Desemb.: O. Pacífico                | 441              |               |

La disposición de cuencas en el inventario DARH es la siguiente:
| Código | Nombre                                                            | Código en mapa                                                    | Tipología de cuenca                                               | Vertiente de cuenca                                               | Origen de cuenca                                                  | Temperatura media anual (C°)                                      | Temperatura máxima (C°)                                           | Temperatura mínima (C°)                                           | Precipitación anual (mm)                                          | Número de estaciones fluviométricas                               | Número de estaciones pluviométricas                               | Área (km²)                                                        |
| ------ | ----------------------------------------------------------------- | ----------------------------------------------------------------- | ----------------------------------------------------------------- | ----------------------------------------------------------------- | ----------------------------------------------------------------- | ----------------------------------------------------------------- | ----------------------------------------------------------------- | ----------------------------------------------------------------- | ----------------------------------------------------------------- | ----------------------------------------------------------------- | ----------------------------------------------------------------- | ----------------------------------------------------------------- |
| 0402   | Cuencas Costeras e Islas entre Quebrada de Los Choros y Río Elqui | Cuencas Costeras e Islas entre Quebrada de Los Choros y Río Elqui | Cuencas Costeras e Islas entre Quebrada de Los Choros y Río Elqui | Cuencas Costeras e Islas entre Quebrada de Los Choros y Río Elqui | Cuencas Costeras e Islas entre Quebrada de Los Choros y Río Elqui | Cuencas Costeras e Islas entre Quebrada de Los Choros y Río Elqui | Cuencas Costeras e Islas entre Quebrada de Los Choros y Río Elqui | Cuencas Costeras e Islas entre Quebrada de Los Choros y Río Elqui | Cuencas Costeras e Islas entre Quebrada de Los Choros y Río Elqui | Cuencas Costeras e Islas entre Quebrada de Los Choros y Río Elqui | Cuencas Costeras e Islas entre Quebrada de Los Choros y Río Elqui | Cuencas Costeras e Islas entre Quebrada de Los Choros y Río Elqui |
| 040200 | Costeras e Islas entre Quebrada de Los Choros y Quebrada Honda    | 0                                                                 | Exorreica                                                         | Pacífico                                                          | Pluvial                                                           | 14.8                                                              | 23.2                                                              | 7.2                                                               | 71.5                                                              | 0                                                                 | 0                                                                 | 182.3                                                             |
| 040201 | Quebrada Honda                                                    | 0                                                                 | Exorreica                                                         | Pacífico                                                          | Pluvial                                                           | 12.4                                                              | 21.7                                                              | 3.9                                                               | 73.1                                                              | 0                                                                 | 0                                                                 | 202.8                                                             |
| 040202 | Costeras entre Quebrada Honda y Quebrada Chacay                   | 0                                                                 | Exorreica                                                         | Pacífico                                                          | Pluvial                                                           | 14.4                                                              | 22.5                                                              | 6.9                                                               | 79.5                                                              | 0                                                                 | 0                                                                 | 88.9                                                              |
| 040203 | Quebrada Chacay                                                   | 0                                                                 | Exorreica                                                         | Pacífico                                                          | Pluvial                                                           | 13.4                                                              | 22.1                                                              | 5.4                                                               | 78.7                                                              | 0                                                                 | 0                                                                 | 293.7                                                             |
| 040204 | Costeras entre Quebrada Chacay y Río Elqui                        | 0                                                                 | Exorreica                                                         | Pacífico                                                          | Pluvial                                                           | 14.9                                                              | 22.5                                                              | 7.6                                                               | 80.7                                                              | 0                                                                 | 0                                                                 | 41.5                                                              |

## Hidrología

### Red hidrográfica
Los cuerpos de agua considerados en esta categoría son:

### Caudales y régimen
De acuerdo al inventario DARH, todas las cuencas son de alimentación pluvial.

### Humedales
El portal del Ministerio del Medio Ambiente no registra humedales reconocidos de tipo alguno en el área del ítem, aunque sí enlista al Humedal La Boca de La Higuera como una intersección marginal, pero como santuario de la naturaleza.

### Glaciares
El inventario público de glaciares de Chile 2022 no registra glaciares en este ítem.

### Desaladoras
En la caleta Totoralillo Norte (-29.486223144608918, -71.31963935844567) se concretado una inversión de 80 millones de pesos (2019) para la instalación de una desaladora de agua que abastece con 4000 litros de agua por día a la comunidad.

## Clima

Diagrama Walter Lieth para la localidad de La Higuera, ubicada inmediatamente al este del ítem 042.

Los diagramas Walter Lieth muestran con un área azul los periodos en que las precipitaciones sobrepasan la cantidad de agua que el calor del sol evapora en el mismo lapso de tiempo, (un promedio de 10 °C mensuales evaporan 20 mm de agua caída) dejando un clima húmedo. Por el contrario, las zonas amarillas indican que durante ese tiempo el agua caída puede ser evaporada por el calor del sol. El área gris señala meses muy húmedos. En la zona de La Higuera, no ocurren épocas húmedas.

## Áreas bajo protección oficial y conservación de la biodiversidad
El portal del Ministerio del Medioa Ambiente consigna tres áreas protegidas en la zona:
- Area marina costera protegida Archipiélago de Humboldt
- Santuario de la Naturaleza Cruz Grande
- Santuario de la Naturaleza Humedal La Boca de La Higuera